# 鮑貝爾斯鎮區 (北達科他州伯克縣)
鮑貝爾斯鎮區（英語：Bowbells Township）是位於美國北達科他州伯克縣的一個鎮區。

## 地方資料
鮑貝爾斯鎮區的面積為91.85平方千米，當中陸地面積為90.94平方千米，而水域面積為0.91平方千米。根據2010年美國人口普查的數據，當地共有人口42人，而人口密度為每平方千米0.46人。